# Minnan
 (août 2016).
Si vous disposez d'ouvrages ou d'articles de référence ou si vous connaissez des sites web de qualité traitant du thème abordé ici, merci de compléter l'article en donnant les références utiles à sa vérifiabilité et en les liant à la section « Notes et références ».
Le minnan ou min méridional (chinois simplifié : 闽南语 ; chinois traditionnel : 閩南語 ; pinyin : Mǐnnányǔ ; pe̍h-ōe-jī : bân-lâm-gú), parfois sud-foukiénois, est la branche de langue min la plus répandue. Il est parlé dans le Sud du Fujian, une partie du Guangdong, quelques xian du Zhejiang, à Hainan et à Taïwan. Il est aussi parlé par des descendants de migrants dans la diaspora en Asie du Sud-Est. Il a conservé nombre de caractéristiques du chinois archaïque, et utilise sept à huit tons, ainsi que le sandhi tonal. Les variantes du minnan incluent : le  hokkien, le taïwanais, le teochew, le hainanais. Le minnan n'est pas mutuellement intelligible avec les autres branches de min, et encore moins avec d'autres variétés de chinois comme le mandarin.

## Usage du terme «minnan»
La langue est généralement appelée minnan en français. Il convient cependant de distinguer clairement les deux syllabes, le n étant audible dans la première. Mǐn nán est un mot mandarin, bân-lâm-gú est le terme minnan.
Dans le langage courant et dans un sens restreint, « minnan » désigne uniquement la branche quanzhang ou hokkien-taïwanais, originaire du sud du Fujian en Chine continentale. En mandarin, cette langue est appelée « 闽南语 / 閩南語, mǐnnányǔ ». Il y a deux formes standards de minnan :
- le minnan traditionnel basé sur le dialecte de Quanzhou, utilisé dans l'opéra liyuan (梨园戏) et la musique nanying (南音) ;
- le minnan moderne (现代闽南, 現代閩南, xiàndài mǐnnán) basé sur le dialecte de Xiamen (amoy), et sur le taïwanais de Tainan. C'est une combinaison des dialectes de Quanzhou et Zhangzhou. C'est la forme utilisée dans les programmes télévisés, la radio et la chanson. Les manuels et les dictionnaires sont majoritairement basés sur cette forme.

Dans un sens plus large, « minnan » inclut aussi les variétés de min liées linguistiquement au minnan quanzhang. Celles-ci présentent des différences significatives avec la variété quanzhang et ont une intelligibilité mutuelle limitée; d'autres ne sont pas mutuellement intelligible. 

## Répartition géographique
Les dialectes minnan sont parlés dans le Fujian, en particulier dans le « Triangle d'or minnan » (闽南金三角 / 閩南金三角, mǐnnán jīnsānjiǎo) comprenant les villes de Xiamen, Quanzhou et Zhangzhou, dans trois xian du Sud-Est du Zhejiang et dans l'archipel de Zhoushan au large de Ningbo, dans l'Est et le Sud du Guangdong notamment la région de Chaoshan.  Le minnan est la langue maternelle pour la plupart des Hoklo, le principal groupe ethnique de Taïwan. La correspondance entre langue et ethnicité n'est pas absolue, certains Hoklo ont une capacité limité en minnan tandis que d'autres non-hoklo le parlent couramment[réf. nécessaire].
Il y a de nombreux locuteurs du minnan dans les communautés chinoises d'outre-mer en Asie du Sud-Est. Les Hoklo ont apporté leur langue en Birmanie, en Indonésie, en Malaisie et à Singapour (notamment dans les anciens Établissements des détroits britanniques). La langue y est appelée hokkien et est mutuellement intelligible avec le hokkien parlé dans d'autres régions. 12,2 % des Philippins d'origine chinoise ont pour langue maternelle le hokkien des Philippines[réf. nécessaire]. Il y est appelé lan-nang or lán-lâng-oē (« la langue de notre ethnie »). Une partie des migrants chinois en Asie du Sud-Est vient de la région de Chaoshan dans le Guangdong et parle le teochew. Les locuteurs du minnan représentent la majorité des chinois à Singapour, le hokkien étant le plus parlé, suivi par le teochew. Malgré les similarités, ces deux groupes sont rarement considérés comme faisant partie du même groupe minnan.

## Classification
Il y a trois divisions majeures en minnan :
- la division Quanzhang (泉漳片, quánzhāng piàn) correspondant au hokkien-taïwanais ;
- la division Chaoshan (潮汕片, cháoshàn piàn) correspondant au teochew ;
- la division Qiong-Lei (琼雷片, qióngléi piàn) correspondant au hainanais et au parler de Leizhou.

Le teochew, le longyang et le zhenan ont une intelligibilité mutuelle limitée avec la variété quanzhang. Des variantes comme celles de Datian, Zhongshan ou Qiong-Lei ont des liens linguistiques historiques avec le quanzhang mais sont significativement différents en termes de phonologie, de vocabulaire et ont donc quasiment aucune intelligibilité mutuelle. Les linguistes les classent parfois comme des langues min séparées. Dans le Sud-Ouest du Fujian, les variétés de Longyan et de Zhangping forment une division distincte de minnan.

### Quanzhang
Le dialecte de Quanzhang (泉漳片, quánzhāng piàn) est la variété principale de minnan. Il est parlé autour des villes de Xiamen, Quanzhou et Zhangzhou dans le Sud du Fujian.  Il y a des variations mineures de prononciation et de vocabulaire entre le parler de Quanzhou et celui de Zhangzhou. La grammaire est la même.
Le taïwanais est un mélange des trois variétés du Fujian et est considéré comme une langue régionale non officielle à Taïwan. Le taïwanais du nord est plutôt basé sur le dialecte de Quanzhou tandis que le taïwanais dans le sud est plutôt basé sur le dialecte de Zhangzhou. Les contacts entre le taïwanais et le japonais a laissé quelques emprunts dans la langue taïwanaise.
Le puxian est basé sur le dialecte de Quanzhou mais il a été influencé par le min oriental, perdant éventuellement son intelligibilité avec le minnan. Les variantes parlées dans la province du Zhejiang et le hokkien parlé aux Philippines sont également comparables à la langue parlée à Quanzhou. Dans les communautés d'origine chinoise à Penang, en Malaisie, à Medan et en Indonésie, le hokkien est basé sur le dialecte de Zhangzhou.

### Chaoshan
Dans l'Est du Guangdong, le dialecte de Chaoshan (潮汕片, cháoshànpiàn) comprend les parlers teochew et swatow. Il est marginalement compris par les locuteurs de hokkien, bien qu'ils partagent quelques cognats. Il suit la même grammaire, mais la prononciation et le vocabulaire sont significativement différents. Il trouve ses origines dans le proto-putian (闽南语古莆田话), un sous-dialecte du proto-minnan — qui est très lié au parler de Quanzhou. Alors que les locuteurs de proto-putian émigraient de la préfecture de Putian vers la région de Chaoshan, ils ont reçu ultérieurement l'influence du dialecte de Zhangzhou.
Le teochew compte un nombre significatif de locuteurs dans la diaspora chinoise en Asie du Sud-Est, en particulier en Malaisie, en Thaïlande, au Cambodge, au Vietnam, à Sumatra et au Kalimantan occidental. Le minnan parlé autour de Shanwei et de Haifeng diffère significativement du teochew et serait issu d'une migration ultérieure depuis Zhangzhou. Linguistiquement, ce dialecte se situe entre le teochew et l'amoy de Xiamen.

### Qiong-Lei
Le dialecte de Qionglei (琼雷片, qióngléipiàn) est une variété éloignée du hokkien qui est parlé sur la péninsule de Leizhou et dans le sud de l'île de Hainan. Il partage des racines linguistiques historiques avec le hokkien. Toutefois, il a évolué en une langue distincte à cause de l'éloignement géographique. Avec le temps, ces parlers ont subi des changements drastiques aux initiales, y compris une série de consonnes implosives, dont l'origine est attribuée aux contacts avec les langues autochtones, notamment les langues tai-kadai. Il a perdu une grande partie de son intelligibilité mutuelle avec le hokkien et le teochew[réf. nécessaire]. Le hainanais est classé avec le minnan dans certains systèmes et séparément dans d'autres[réf. nécessaire].

## Caractéristiques
Contrairement au mandarin, le minnan ne possède pas de fricatives labio-dentales (v ou f) mais dispose d'une occlusive vélaire voisée (g) et d'une occlusive labiale voisée (b). Il a aussi conservé certaines consonnes finales dont le coup de glotte. Il possède des voyelles nasales. Les tons sont au nombre de 7 ou 8 ; le sixième ton a été remplacé par des deuxième et septième tons. Deux de ces tons, le quatrième et le huitième, sont réservés aux syllabes se terminant par des consonnes. Le sandhi tonal est très présent.
Les langues minnan n'ont pas de forme écrite standardisée. Les locuteurs de ces langues apprennent à lire le mandarin standard à l'école. Récemment, un nombre croissant de locuteurs s'est intéressé au développement d'un système d'écriture standardisé (en utilisant les sinogrammes ou une écriture en caractères latins)[réf. nécessaire].
| API                                | a     | ap    | at    | ak    | aʔ    | ã      | ɔ     | ɔk    | ɔ̃      | ə     | o     | e     | ẽ      | i     | ɪɛn    | iŋ    |
| Pe̍h-ōe-jī                          | a     | ap    | at    | ak    | ah    | aⁿ     | o·    | ok    | oⁿ     | o     | o     | e     | eⁿ     | i     | ian    | eng   |
| TLPA révisé                        | a     | ap    | at    | ak    | ah    | aN     | oo    | ok    | ooN    | o     | o     | e     | eN     | i     | ian    | ing   |
| TLPA                               | a     | ap    | at    | ak    | ah    | ann    | oo    | ok    | oonn   | o     | o     | e     | enn    | i     | ian    | ing   |
| Pumindian (普闽典)                 | a     | ap    | at    | ak    | ah    | na     | oo    | ok    | noo    | o     | o     | e     | ne     | i     | ien    | ing   |
| PSDB (普實台文)                    | a     | ab/ap | ad/at | ag/ak | aq/ah | va     | o     | og/ok | vo     | oi    | oi    | e     | ve     | i     | ien    | eng   |
| DT (台語通用拼音)                  | a     | ap    | at    | ak    | ah    | ann/aⁿ | or    | ok    | onn/oⁿ | o     | o     | e     | enn/eⁿ | i     | ian/en | ing   |
| zhuyin                             | ㄚ    | ㄚㆴ  | ㄚㆵ  | ㄚㆶ  | ㄚㆷ  | ㆩ     | ㆦ    | ㆦㆶ  | ㆧ     | ㄜ    | ㄛ    | ㆤ    | ㆥ     | ㄧ    | ㄧㄢ   | ㄧㄥ  |
| Exemple (caractères traditionnels) | 亞 洲 | 壓 力 | 警 察 | 沃 水 | 牛 肉 | 三 十  | 烏 色 | 中 國 |        | 澳 洲 | 澳 洲 | 下 晡 |        | 醫 學 | 鉛 筆  | 英 國 |
| Exemple (caractères simplifiés)    | 亚 洲 | 压 力 | 警 察 | 沃 水 | 牛 肉 | 三 十  | 烏 色 | 中 国 |        | 澳 洲 | 澳 洲 | 下 晡 |        | 医 学 | 铅 笔  | 英 国 |

| API                                | ɪk    | ĩ      | ai    | aĩ       | au    | am    | ɔm | ṃ     | ɔŋ    | ŋ̩     | u     | ua    | ue    | uai   | uan   | ɨ  | ũ      |
| Pe̍h-ōe-jī                          | ek    | iⁿ     | ai    | aiⁿ      | au    | am    | om | m     | ong   | ng    | u     | oa    | oe    | oai   | oan   | i  | uⁿ     |
| TLPA révisé                        | ik    | iN     | ai    | aiN      | au    | am    | om | m     | ong   | ng    | u     | ua    | ue    | uai   | uan   | ir | uN     |
| TLPA                               | ik    | inn    | ai    | ainn     | au    | am    | om | m     | ong   | ng    | u     | ua    | ue    | uai   | uan   | ir | unn    |
| Pumindian (普闽典)                 | ik    | ni     | ai    | nai      | au    | am    | om | m     | ong   | ng    | u     | ua    | ue    | uai   | uan   | i  | nu     |
| PSDB (普實台文)                    | eg/ek | vi     | ai    | vai      | au    | am    | om | m     | ong   | ng    | u     | ua    | ue    | uai   | uan   | i  | nu     |
| DT (台語通用拼音)                  | ik    | inn/iⁿ | ai    | ainn/aiⁿ | au    | am    | om | m     | ong   | ng    | u     | ua    | ue    | uai   | uan   | i  | unn/uⁿ |
| zhuyin                             | ㄧㆶ  | ㆪ     | ㄞ    | ㆮ       | ㆯ    | ㆰ    | ㆱ | ㆬ    | ㆲ    | ㆭ    | ㄨ    | ㄨㄚ  | ㄨㆤ  | ㄨㄞ  | ㄨㄢ  | ㆨ | ㆫ     |
| Exemple (caractères traditionnels) | 翻 譯 | 病 院  | 愛 情 |          | 歐 洲 | 暗 時 |    | 阿 姆 | 王 梨 | 黃 色 | 有 無 | 歌 曲 | 講 話 | 奇 怪 | 人 員 |    |        |
| Exemple (caractères simplifiés)    | 翻 译 | 病 院  | 爱 情 |          | 欧 洲 | 暗 时 |    | 阿 姆 | 王 梨 | 黄 色 | 有 无 | 歌 曲 | 讲 话 | 奇 怪 | 人 员 |    |        |

| API                                | p     | b     | pʰ    | m     | t     | tʰ    | n     | nŋ    | l     | k     | g     | kʰ    | h     | tɕi   | ʑi    | tɕʰi  | ɕi    | ts    | ʣ     | tsʰ   | s     |
| Pe̍h-ōe-jī                          | p     | b     | ph    | m     | t     | th    | n     | nng   | l     | k     | g     | kh    | h     | chi   | ji    | chhi  | si    | ch    | j     | chh   | s     |
| TLPA révisé                        | p     | b     | ph    | m     | t     | th    | n     | nng   | l     | k     | g     | kh    | h     | zi    | ji    | ci    | si    | z     | j     | c     | s     |
| TLPA                               | p     | b     | ph    | m     | t     | th    | n     | nng   | l     | k     | g     | kh    | h     | zi    | ji    | ci    | si    | z     | j     | c     | s     |
| Pumindian (普闽典)                 | b     | bb    | p     | bb    | d     | t     | n     | lng   | l     | g     | gg    | k     | h     | zi    | li    | ci    | si    | z     | l     | c     | s     |
| PSDB (普實台文)                    | p     | b     | ph    | m     | d     | t     | n     | nng   | l     | k     | g     | q     | h     | ci    | ji    | chi   | si    | z     | j     | zh    | s     |
| DT (台語通用拼音)                  | b     | bh    | p     | m     | d     | t     | n     | ng    | l     | g     | gh    | k     | h     | zi    | r     | ci    | si    | z     | r     | c     | s     |
| zhuyin                             | ㄅ    | ㆠ    | ㄆ    | ㄇ    | ㄉ    | ㄊ    | ㄋ    | ㄋㆭ  | ㄌ    | ㄍ    | ㆣ    | ㄎ    | ㄏ    | ㄐ    | ㆢ    | ㄑ    | ㄒ    | ㄗ    | ㆡ    | ㄘ    | ㄙ    |
| Exemple (caractères traditionnels) | 報 紙 | 閩 南 | 普 通 | 請 問 | 豬 肉 | 普 通 | 過 年 | 雞 卵 | 樂 觀 | 價 值 | 牛 奶 | 客 廳 | 煩 惱 | 支 持 | 漢 字 | 支 持 | 是 否 | 報 紙 | 熱 天 | 參 加 | 司 法 |
| Exemple (caractères simplifiés)    | 报 纸 | 闽 南 | 普 通 | 请 问 | 猪 肉 | 普 通 | 过 年 | 鸡 卵 | 乐 观 | 价 值 | 牛 奶 | 客 厅 | 烦 恼 | 支 持 | 汉 字 | 支 持 | 是 否 | 报 纸 | 热 天 | 参 加 | 司 法 |

| API                                | a˥˥  | a˥˧  | a˨˩  | ap˩˩ at˩˩ ak˩˩ aʔ˩˩ | a˧˥  |     | a˧˧  | ap˥˥ at˥˥ ak˥˥ aʔ˥˥ |
| Pe̍h-ōe-jī                          | a    | á    | à    | ap at ak ah         | â    |     | ā    | a̍p a̍t a̍k a̍h         |
| TLPA révisé                        | a1   | a2   | a3   | ap4 at4 ak4 ah4     | a5   | a6  | a7   | ap8 at8 ak8 ah8     |
| Pumindian (普闽典)                 | ā    | ǎ    | à    | āp āt āk āh         | á    |     | â    | áp át ák áh         |
| PSDB (普實台文)                    | af   | ar   | ax   | ab ad ag aq         | aa   | aar | a    | ap at ak ah         |
| DT (台語通用拼音)                  | a    | à    | â    | āp āt āk āh         | ǎ    |     | ā    | ap at ak ah         |
| zhuyin                             | ㄚ   | ㄚˋ  | ㄚᒻ  | ㄚㆴ ㄚㆵ ㄚㆶ ㄚㆷ | ㄚˊ  |     | ㄚ⊦  | ㄚㆴ ㄚㆵ̇ ㄚㆶ̇ ㄚㆷ̇ |
| Exemple (caractères traditionnels) | 公司 | 報紙 | 興趣 | 血壓 警察 中國 牛肉 | 人員 |     | 草地 | 配合 法律 文學 歇熱 |
| Exemple (caractères simplifiés)    | 公司 | 报纸 | 兴趣 | 血压 警察 中国 牛肉 | 人员 |     | 草地 | 配合 法律 文学 歇热 |

## Speak Hokkien
Speak Hokkien (anglais : Speak Hokkien Campaign ; chinois traditionnel : 講福建話運動 ; Pe̍h-ōe-jī : Kóng Hok-kiàn-ōe Ūn-tōng) est un mouvement social international voué à la revitalisation de la langue hokkien. La campagne a été lancée en ligne par certains orateurs hokkien de Penang, en Malaisie, et est déterminé à maintenir et à étendre l'utilisation du hokkien.
La campagne conteste l'idéologie qui associe la langue avec l'identité individuelle à celle qui associe la langue avec le territoire pour revitaliser les domaines qui ont été prises en charge par le mandarin et l'anglais.

## Exemples
Le disque de Voyager a emporté un échantillon du minnan de Xiamen (amoy). On y entend une locutrice saluer en minnan :

« 太空朋友，恁好。恁食飽未？有閒著來阮遮坐哦!
Thài-khong pêng-iú, lín-hó.  Lín chia̍h-pá--bē?  Ū-êng, to̍h lâi gún chia chē--ô·!
Amis de l'espace, bonjour. Avez-vous déjà mangé ? Si vous avez le temps, venez nous rendre visite ! »